# Nationaleid (Sierra Leone)
Der Nationaleid von Sierra Leone (englisch National Pledge of Sierra Leone) ist der nationale Eid des westafrikanischen Staates Sierra Leone. Er bildet eines der vier Nationalsymbole des Landes, auch wenn er als einziger nicht verfassungsrechtlich verankert ist.

## Eid
I pledge my love and loyalty to my country, Sierra Leone

I vow to serve her faithfully at all times

I promise to defend her honour and good name, Always work for her unity, peace, freedom and prosperity

And put her interest above all else

So help me God

### Freie Übersetzung
Ich schwöre meine Liebe und Loyalität meinem Land Sierra Leone

Ich gelobe ihm jederzeit treu zu dienen

Ich verspreche seine Ehre und guten Namen zu verteidigen; immer für seine Einheit, den Frieden, Freiheit und Wohlstand zu arbeiten

Und seine Interessen über alles zu stellen

So wahr mir Gott helfe